# Władysław Sławny
Władysław Sławny (dit Wolf Sławny, né le 14 mai 1907 à Nowy Korczyn en Pologne et mort le 26 novembre 1991 à Paris 13e) est considéré comme le père du photojournalisme polonais.

## Biographie
Dès l’âge de 12 ans il s’intéresse à la photo et fabrique lui-même son appareil. Il quitte le lycée avant de passer son baccalauréat et part pour Paris où il travaille comme photographe de presse. Il y fréquente Robert Capa, David Seymour, Izis, Brassaï, Ylla et d’autres artistes, comme lui engagés dans les milieux de gauche. 
Ses photos sont publiées dans les magazines VU et Regards.
Au début de la Deuxième Guerre mondiale il s’engage dans l’armée polonaise qui se reconstitue en France et participe à la bataille de Narvick. Après la guerre, il travaille à Paris pour la presse polonaise en France (Gazeta Polska) destinée aux très nombreux émigrés polonais. Il noue des relations avec les d’intellectuels polonais de Paris.
En 1950, Varsovie lui propose de participer à la création d’une revue qui laisserait une place importante au reportage photographique. Il accepte, et devient directeur du service photographique du nouveau magazine Świat (pl).
Il développe en Pologne les techniques et l’esprit du reportage photo de ceux qu’on a appelés les « photographes humanistes » en s’inspirant des revues comme Life ou Paris Match. Grâce à ce travail et celui de son équipe (essentiellement Jan Kosidowski (pl), Konstanty Jarochowski et Wiesław Prażuch), Świat accueille Cartier-Bresson et Willy Ronis, entre autres. 
En 1957, il revient  à Paris et entre à Tygodnik Polski, magazine en langue polonaise. Il y fait de nombreux reportages sur tout ce qui, en France, a un rapport avec la Pologne : la vie des émigrés, les sportifs français d’origine polonaise, les chanteurs allant en tournée en Pologne, les artistes, les savants ou hommes politiques polonais venant en France. Par ailleurs, il prend beaucoup de photos de Paris en vue de publier un livre, mais en remet toujours la publication à plus tard. Il travaille également pour le peintre Jean Dubuffet ainsi que sa collection d’art brut.
À 70 ans, il prend sa retraite. Il meurt à Paris en 1991.